# Guapira sipapoana
Guapira sipapoana är en underblomsväxtart som beskrevs av Julian Alfred Steyermark. Guapira sipapoana ingår i släktet Guapira och familjen underblomsväxter. Inga underarter finns listade i Catalogue of Life.